# Boeing Model 40
El Boeing Model 40 fue un avión de correos estadounidense de los años 20 del siglo XX. Era un biplano monomotor que fue ampliamente usado en servicios de correos en los Estados Unidos en los años 20 y 30, especialmente por aerolíneas que más tarde se convirtieron en  parte de United Airlines. Se convirtió en el primer avión construido por la compañía Boeing para el transporte de pasaje. Fue denominado oficialmente como Model 40A Commercial Transport.

## Diseño y desarrollo

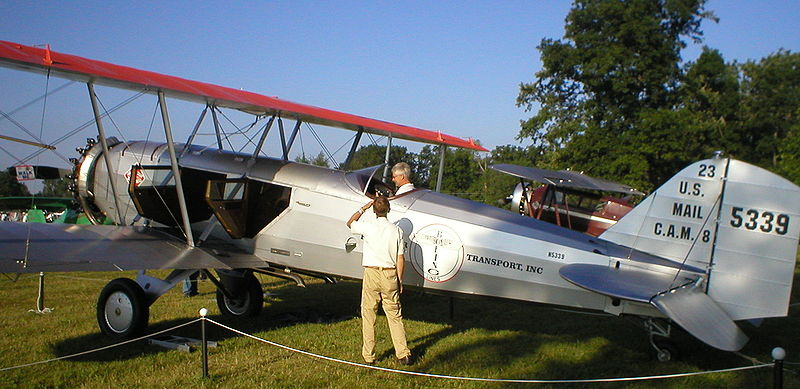
Model 40C en Oshkosh 2008. Ambas puertas para los pasajeros, una para cada fila de dos asientos, están en el lado izquierdo del fuselaje.

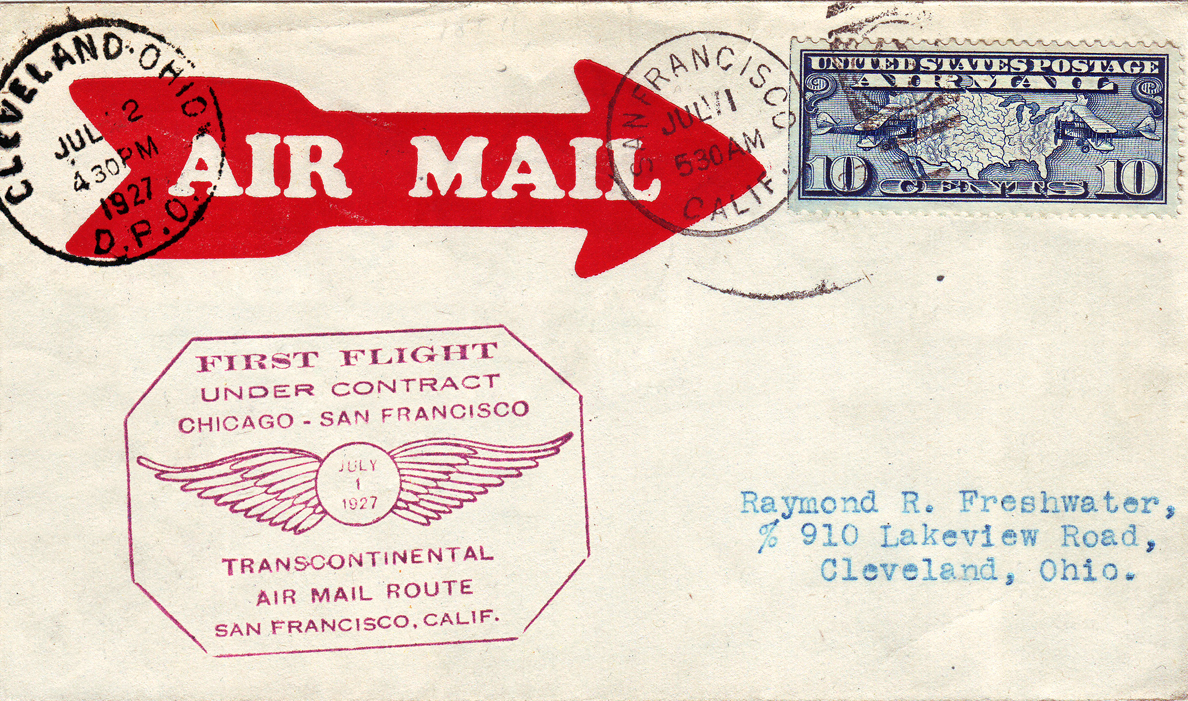
Ruta cubierta por un Model 40A entre San Francisco y Chicago, operado por Boeing Air Transport el primer día de Correo Aéreo Transcontinental estadounidense bajo contrato. 1 de julio de 1927.

Para cumplimentar un requerimiento del Departamento de Correo Aéreo de la Oficina Postal estadounidense, que necesitaba un nuevo avión de correos para sustituir a sus anticuados Airco D.H.4, la compañía Boeing Airplane Company diseñó en 1925 un gran biplano de transporte denominado Boeing Model 40. Las estipulaciones incluían la utilización de un motor lineal Packard Liberty, y la capacidad para transportar 454 kg de correo.
El Model 40 era un biplano bastante convencional provisto de tren de aterrizaje con patín de cola y motor Liberty; el compartimiento para el correo iba situado en la parte anterior del fuselaje, y el piloto se acomodaba en una cabina abierta en posición muy retrasada. Voló por primera vez el 7 de julio de 1925, y no tuvo éxito en el concurso, en el que fue declarada ganadora la propuesta de la firma Douglas, el Douglas M-2.
En consecuencia, el diseño de Boeing permaneció durante unos 18 meses en los hangares de la compañía hasta que, a principios de 1926, la Oficina Postal estadounidense inició el proceso de traspaso del servicio de correo aéreo gubernamental a empresas privadas.
Al requerirse un avión capaz de operar en cualquiera de las rutas previstas, Boeing desempolvó el Model 40 e inició un proceso de modificación del proyecto y de reconversión, para hacerlo apto para el tipo de operaciones que la compañía tenía en mente. El Model 40A presentaba tres cambios fundamentales en comparación con el prototipo original del Model 40: el motor Liberty fue sustituido por un radial Pratt & Whitney R-1340 Wasp; la construcción mixta del fuselaje dio paso a una estructura de acero recubierta en tela; y se utilizó mejor la capacidad del fuselaje. La ubicación del piloto no variaba, pero se instaló una cabina cerrada para dos pasajeros, más o menos directamente encima del plano inferior, y las bodegas de carga o correo se situaron entre la cabina del piloto y la del pasaje, y entre esta última y el mamparo cortafuegos del motor.
La propuesta de Boeing tuvo éxito y fue destinada a la ruta San Francisco-Chicago. Después de las pruebas de certificación, el Model 40A obtuvo el Certificado de Tipo n.º 2 expedido por el Departamento de Comercio de los Estados Unidos. Se construyeron un total de 25 ejemplares, 24 de ellos para el servicio con la nueva compañía Boeing Air Transport, y otro como banco de pruebas para el motor Pratt & Whitney.
La primera unidad del Model 40A realizó su vuelo inicial el 20 de mayo de 1927; los 24 ejemplares previstos para la Boeing Air Transport se entregaron puntualmente para la inauguración del primer servicio de correo aéreo de la compañía, el 1 de julio de 1927.
El siguiente modelo en alcanzar la producción fue el Model 40C con cabina agrandada, que permitía llevar a cuatro pasajeros. Mientras, los Model 40A de Boeing Air Transport fueron modificados reemplazando sus motores Wasp con motores radiales Pratt & Whitney Hornet de 525 hp para convertirse en el Model 40B-2. El Model 40B-4 fue un nuevo avión que combinaba la cabina de cuatro pasajeros del Model 40C con el motor Hornet del B-2. La producción continuó hasta febrero de 1932.
Otras rutas de transporte de correo en Estados Unidos con este tipo de aviones fueron propiedad de las líneas que van desde Medford hasta Portland, algunas de ellas al servicio de la compañía de correos postales, que luego se convirtió en compañía aérea Pacific Air Transport; otras compañías que adquirieron este modelo de avión fueron: National Air Transport (NAT), United Airlines, American Airways y TWA, Varney Airlines, Western Airlines y Western Canadian Airways. Algunos países como Nicaragua llegaron a emplear este avión en sus fuerzas aéreas. Se desconoce el empleo de este avión en Europa.

## Variantes

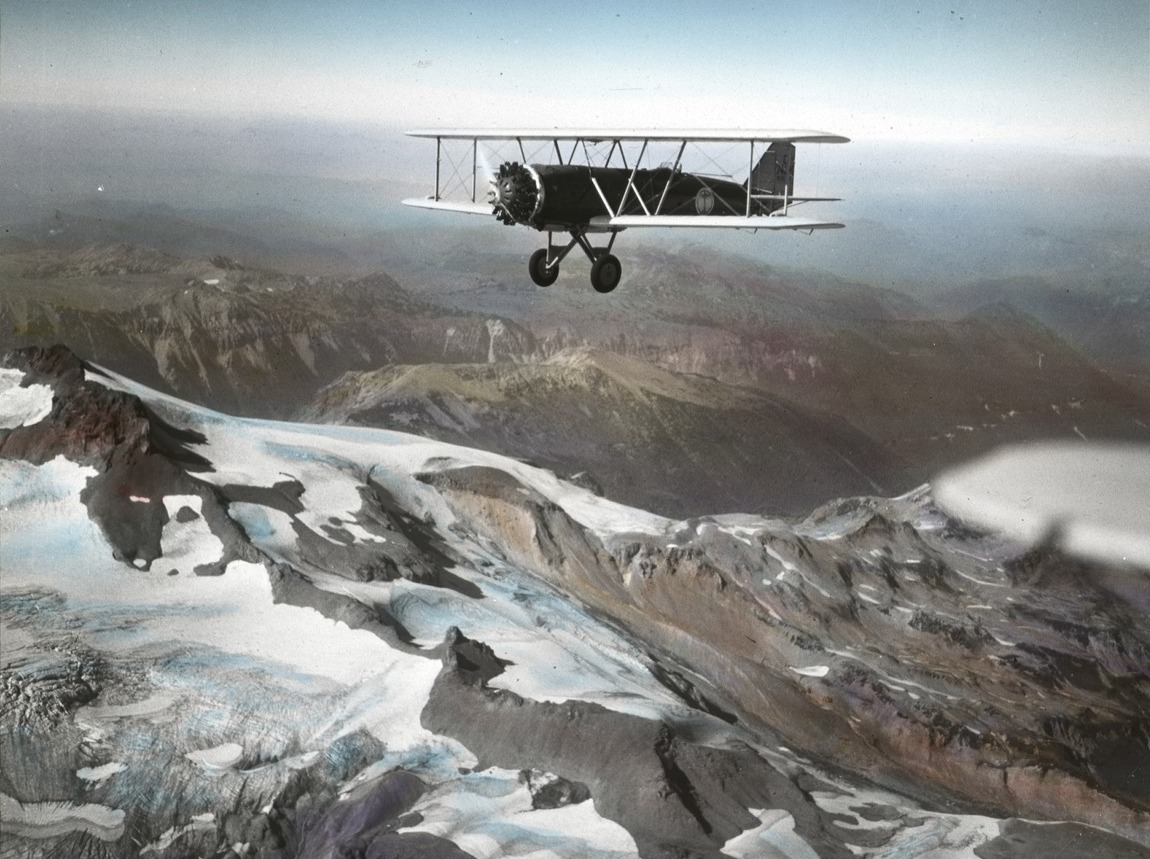
Un Boeing Model 40 sobrevolando montañas en el Estado de Washington, años 30.

Model 40
Diseño original de 1925 con motor Liberty.
Model 40A
Diseño de 1927 revisado para BATC. El avión estaba propulsado por un motor radial Pratt & Whitney Wasp, más asientos para dos pasajeros en una cabina cerrada, 25 construidos. Certificado Aprobado de Tipo N.º 2.
Model 40B
Designación aplicada a 19 ejemplares del Model 40A, al sustituirse el motor original Pratt & Whitney Wasp por el radial Pratt & Whitney Hornet de 525 hp, con lo que se consiguieron mejores prestaciones.
Model 40B-2
Designación aplicada retrospectivamente al Model 40B, indicando las plazas (dos pasajeros), después de la introducción del Model 40B-4 (cuatro pasajeros).
Model 40B-4
Bajo esta designación se fabricaron 38 nuevos ejemplares; conservaban el motor Hornet e introducían varias mejoras, entre ellas capacidad para 4 pasajeros, ventanillas manipulables en la cabina, rueda de cola en sustitución del patín, así como un blindaje electroestático para mejorar las comunicaciones por radio.
Model 40B-4A
Ejemplar estándar 40B-4 utilizado como banco de pruebas de motores Pratt & Whitney, y propulsado inicialmente por un Pratt & Whitney R-1860 Hornet de 650 hp.
Model 40C
Designación dada a 10 ejemplares, el primero de los cuales realizó su vuelo inaugural el 16 de agosto de 1928; con plazas para 4 pasajeros, conservaba el motor Wasp del Model 40A; todos menos uno fueron reconvertidos posteriormente al estándar del Model 40B-4.
Model 40H-4
Boeing Canada construyó cuatro 40B-4 estándar, y aplicó esta ligera modificación en la designación para indicar su origen; dos ejemplares se exportaron a Nueva Zelanda.
Model 40X
Designación de un avión construido bajo pedido especial; básicamente se trataba de un Model 40C con cabina cerrada para sólo dos pasajeros, y una segunda cabina abierta a proa del piloto.
Model 40Y
Designación de otro avión construido bajo pedido especial, similar al Model 40X pero sustituyendo su motor Wasp por el más potente Hornet.

## Operadores
Estados Unidos
- Boeing Air Transport

 Honduras
- Fuerza Aérea Hondureña[12]

## Accidentes

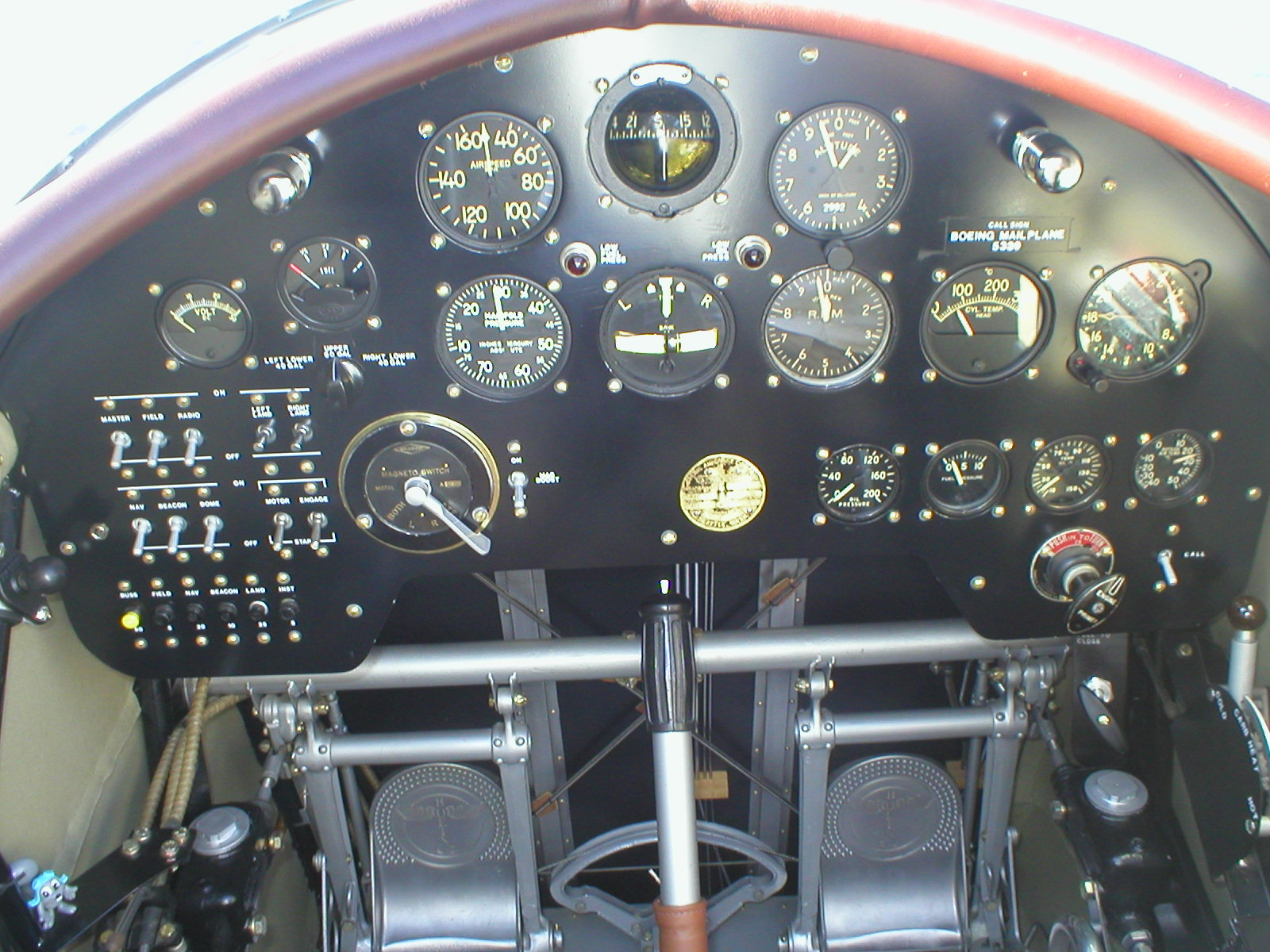
Panel del piloto del Model 40C con algunos añadidos modernos por seguridad.

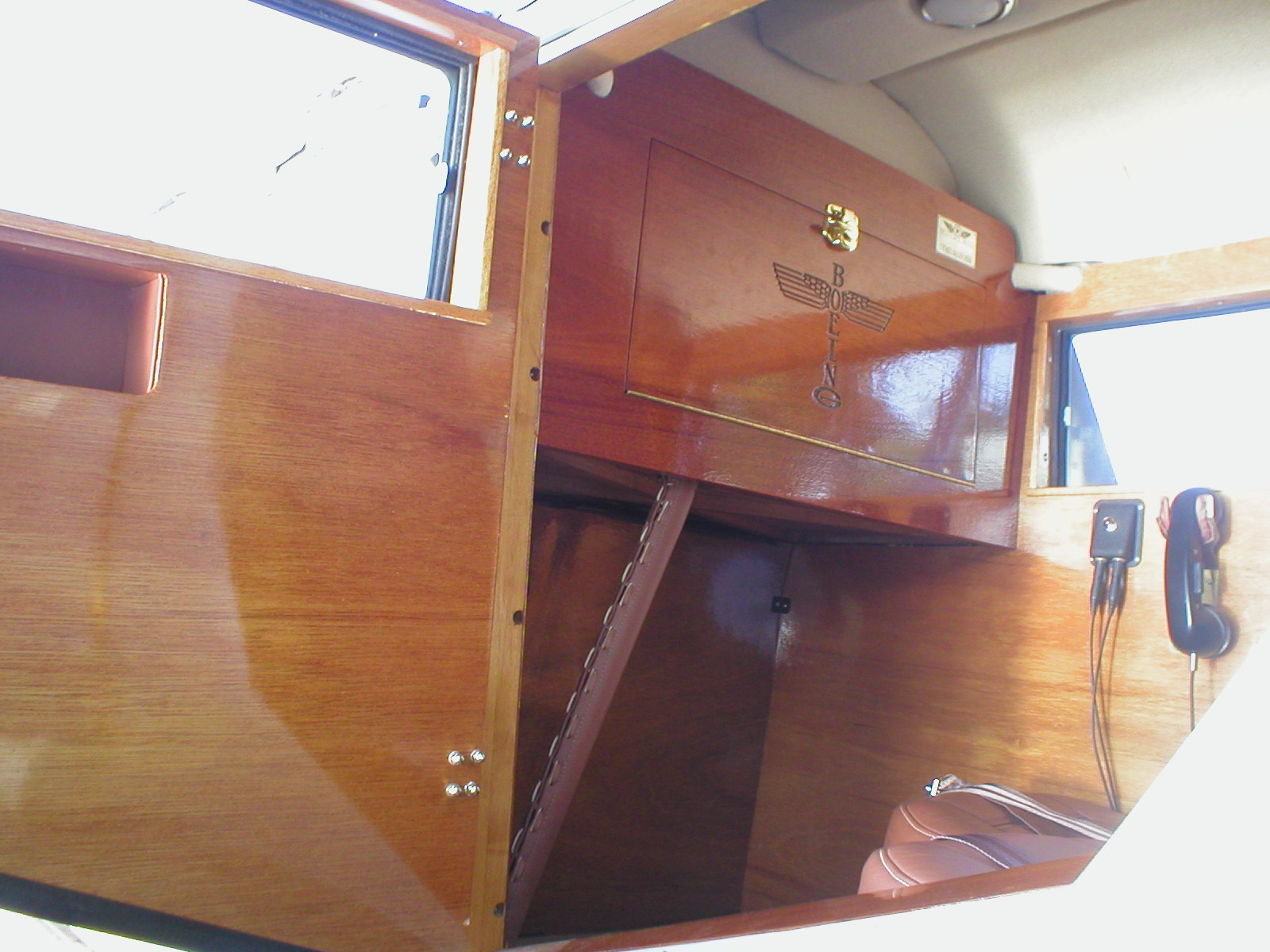
Asiento delantero de la cabina trasera del Model 40C, mostrándose la mesa/escritorio desplegada.

- 26 de febrero de 1928: Un Model 40B (c/n 891, matrícula NC280) de Boeing Air Transport se estrelló cerca de Marquette (Nebraska) después de golpear unos árboles cuando volaba bajo para evitar una turbulencia; el pasajero murió, pero el piloto sobrevivió.[13]
- 17 de abril de 1928: Model 40B (c/n 893, matrícula NC282) de Boeing Air Transport se estrelló en Federal, Wyoming, muriendo uno de los dos ocupantes.
- 2 de octubre de 1928: Un Model 40C (c/n 1043, matrícula NC5339) de Pacific Air Transport se estrelló en Canyon Mountain cerca de Canyonville, Oregón, muriendo uno de los dos ocupantes.
- 18 de noviembre de 1930: Un Model 40B-4 (c/n 1036, matrícula NC5340) de Pacific Air Transport se estrelló contra la ladera de una montaña a 1371,6 m durante una tormenta de nieve, muriendo los tres ocupantes.
- 22 de enero de 1931: Un Model 40B-4 (c/n 1148, matrícula NC741K) de Varney Air Lines se estrelló en el Monte Bluff con niebla densa, muriendo el piloto.
- 5 de mayo de 1931: Un Model 40B-4 (c/n 1044, matrícula NC5390) de Pacific Air Transport se estrelló en el Cañón Las Tunas al intentar aterrizar en el Aeropuerto de Burbank con baja visibilidad, muriendo ambos tripulantes.
- 16 de septiembre de 1931: Un Model 40B-4 (c/n 1428, matrícula NC10347) de Pacific Air Transport se estrelló en la Bahía de San Francisco tras el despegue por razones desconocidas, muriendo los cuatro ocupantes.
- 23 de noviembre de 1931: Un Model 40 de Boeing Air Transport, matrícula NC7465, se estrelló a 12,9 km al oeste del Aeropuerto de Salt Lake, muriendo el piloto; se cree que el avión capotó al intentar aterrizar de noche.
- 26 de noviembre de 1931: Un Model 40B-4 (c/n 1419, matrícula NC10338) de Varney Air Lines se estrelló cerca de Pasco (Washington) con baja visibilidad cuando intentaba aterrizar, muriendo el piloto.
- 2 de febrero de 1932: Un Model 40 de Boeing Air Transport, matrícula NC7470, se estrelló al aterrizar en Río Vista (California); el avión golpeó una acequia y se incendió, muriendo uno de los dos ocupantes.
- 3 de mayo de 1931: Un Model 40B-4 (c/n 1155, matrícula NC830M) de Varney Air Lines se estrelló en Portland, Oregón, muriendo los dos tripulantes.
- 16 de mayo de 1932: Un Model 40 de Pacific Air Transport, matrícula NC5589, se estrelló e incendió en la niebla cuando intentaba aterrizar en el Aeropuerto de Burbank, muriendo todos los ocupantes (ambos pilotos, radio operador).
- 14 de diciembre de 1932: Un Model 40B-4 (c/n 1168, matrícula NC842M) de Boeing Air Transport se estrelló en Rocky Ridge, Colorado, muriendo el piloto.

## Supervivientes

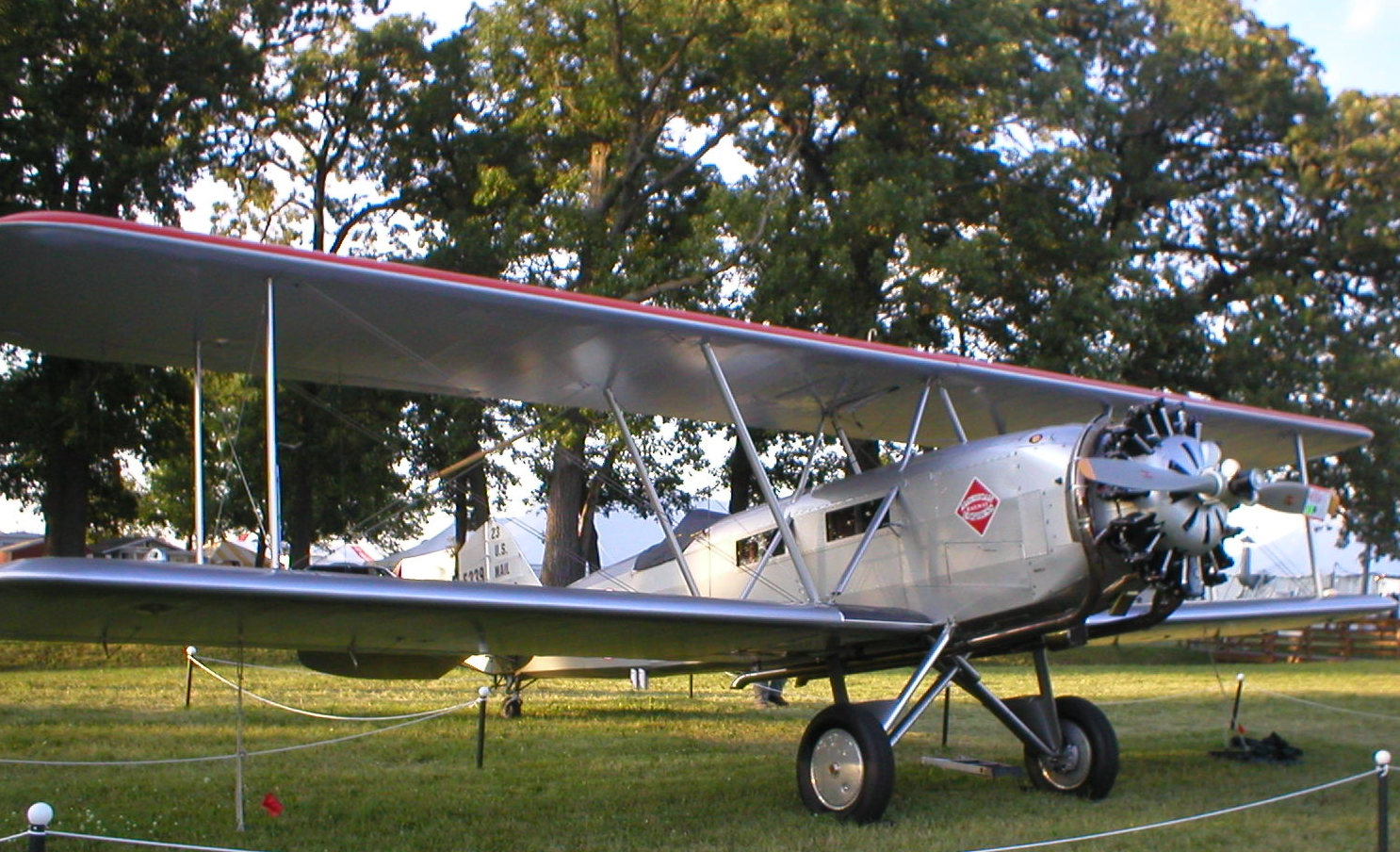
Boeing Model 40C en Oshkosh 2008.

Hoy en día, este avión que puede verse en los museos de la aviación comercial más conocidos, así como también en manos de usuarios privados que, enamorados del modelo, han sido capaces de reproducirlos íntegramente, llegando a diseñar incluso una réplica del potente motor Pratt & Whitney que los propulsaba.
El 17 de febrero de 2008, el Boeing 40C c/n 1043 se convirtió en el único ejemplar en estado de vuelo del mundo. También ostenta el título de Boeing volante más antiguo del mundo. En 1928, el avión fue severamente dañado en un accidente cerca de Canyonville, OR. Tras ser recuperado, fue completamente reconstruido por Pemberton and Sons Aviation en un periodo de ocho años del 2000 al 2008 y unas 18 000 horas-hombre estimadas in Spokane, Washington. El 8 de mayo de 2010, este avión tuvo una reunión aérea con el más nuevo avión de pasajeros de Boeing, el Boeing 787 Dreamliner. Este avión pasa sus inviernos en el Western Antique Aeroplane & Automobile Museum de Hood River, Oregón.
El Henry Ford Museum de Dearborn (Míchigan), contiene un Boeing 40B-2 de 1927, número 285.
El Museum of Science and Industry de Chicago, Illinois tiene un Boeing Model 40B de 1928 en exhibición en su Transportation Gallery (N288).
El Museum of Flight de Seattle, Washington tiene una réplica a escala real y dos réplicas de fuselaje parcialmente acabados (mostrando lo que habría parecido la fábrica original de Boeing cerca de 1928-29) en exhibición.

## Simulación
En el mundo de los simuladores de vuelo de software, hay diseñadores que han logrado reproducir no solamente las características aerodinámicas y de propulsión de este avión, sino que han logrado además obtener escenarios de la época, dinámicas y sonidos muy similares (véase Flight Simulator como ejemplo).

## Especificaciones (Model 40A)

### Características generales
- Tripulación: Uno (piloto)
- Capacidad: 1 a 3 pasajeros
- Longitud: 10,1 m (33,2 ft)
- Envergadura: 13,5 m (44,2 ft)
- Altura: 3,7 m (12,2 ft)
- Superficie alar: 50,8 m² (547 ft²)
- Peso vacío: 1602 kg (3530,8 lb)
- Peso máximo al despegue: 2722 kg (5999,3 lb)
- Planta motriz: 1× motor radial de nueve cilindros refrigerado por aire Pratt & Whitney R-1340-AN1 Wasp.
  - Potencia: 313 kW (432 HP; 426 CV)

### Rendimiento
- Velocidad máxima operativa (Vno): 206 km/h (128 MPH; 111 kt)
- Velocidad crucero (Vc): 169 km/h (105 MPH; 91 kt)
- Alcance: 1046 km (565 nmi; 650 mi)
- Techo de vuelo: 4420 m (14 501 ft)

## Aeronaves relacionadas

### Desarrollos relacionados
- Dornier Merkur
- Fokker F.II

### Secuencias de designación
- Secuencia Numérica (interna de Boeing): ← 15 - 16 - 21 - 40 - 42 - 50 - 53 →